# Anachipteria signata
Anachipteria signata är en kvalsterart som först beskrevs av Banks 1895.  Anachipteria signata ingår i släktet Anachipteria och familjen Achipteriidae. Inga underarter finns listade i Catalogue of Life.